# Amélie-Élisabeth de Hanau-Münzenberg
Pour les articles homonymes, voir Hanau (homonymie).
 (juin 2015).
Amélie-Élisabeth de Hanau-Münzenberg (Amalia Elisabeth von Hanau-Münzenberg), née le 29 janvier 1602, morte le 8 août 1651, est, de son propre chef, comtesse de Hanau-Münzenberg (Gräfin von Hanau-Münzenberg), de 1612 à 1651 et, par mariage, « landgravine » de Hesse-Cassel, de 1632 à 1637, puis régente de Hesse-Cassel de 1637 à 1650 au nom de son fils.

## Origines
Elle était la fille aînée de Philippe-Louis II (1576-1612), comte de Hanau-Münzenberg (1580-1612), et de Catherine-Belgique d'Orange-Nassau (1578-1648) (elle-même fille de Guillaume le Taciturne et de Charlotte de Montpensier).

## Rôle politique
En 1619, elle épousa Guillaume V (1602-1637), futur landgrave de Hesse-Cassel (1632-1637), fils de Maurice (1572-1632), landgrave de Hesse-Cassel (1592-1632), et d'Agnès de Solms-Laubach (1578-1602). À la mort de son mari en 1637, son héritier Guillaume n'avait que huit ans. Elle exerça donc la régence jusqu'à la majorité de ce dernier en 1650. Au cours de cette période troublée par la guerre de Trente Ans, elle maintint l'unité de ses territoires et noua des alliances pertinentes, consolidant le pouvoir de son fils.
En 1643, elle noua avec Frédéric Casimir de Hanau un pacte assurant à la maison de son fils la succession du comté de Hanau-Münzenberg en cas de manque d'héritier mâle. De plus, son fils reçut quelques territoires en dédommagement de sa renonciation à l'héritage immédiat.

## Descendance
De son union avec le landgrave de Hesse-Cassel sont nés 14 enfants, parmi lesquels :
- Élisabeth de Hesse-Cassel (1623-1683) ;
- Émilie de Hesse-Cassel (1626-1693), x 1648 Henri Charles de La Trémoille (1620-1672), duc de Thouars ;
- Charlotte de Hesse-Cassel (1627-1686), x 1650 Charles Louis Ier (1617-1680), comte palatin du Rhin, fils de Frédéric V du Palatinat et petit-fils de Louise-Juliana d'Orange-Nassau. Leur mariage est annulé en 1657. De cette union est issue Élisabeth-Charlotte, princesse Palatine, belle-sœur de Louis XIV et ancêtre, entre autres, de tous les princes de la maison d'Orléans, des actuels roi des Belges Philippe, grand-duc de Luxembourg Henri, roi d'Espagne Felipe VI, ancien tsar des Bulgares Siméon II et de quelques autres personnes apparentées dont Philippe de Villiers, ou encore l'épouse et l'enfant de Frédéric Beigbeder, les défunts académiciens Maurice et Louis de Broglie, l'ancien ministre Michel Poniatowski ;
- Guillaume VI (1629-1663), landgrave de Hesse-Cassel (1637-1663), x 1649 Edwige de Brandebourg (1623-1683), fille de Georges-Guillaume Ier de Brandebourg.

## Hommages
Son buste est présent au Walhalla, mémorial des personnalités allemandes.